# Duc de Zhou
Le duc Dan de Zhou (chinois : 周公旦 ; pinyin : zhōugōng dàn), nom posthume Zhou Wengong (周文公), de son nom personnel Ji Dan (姬旦), premier duc de Zhou, était le frère du roi Wu de Zhou, fondateur de la dynastie Zhou. Il ne doit pas être confondu avec les autres ducs de Zhou.

## Le premier duc de Zhou
Ji Dan est le premier à occuper le titre honorifique de duc de Zhou, parmi les Trois Ducs dans le gouvernement de son frère.

## Régence
Comme son neveu était trop jeune pour régner, il s'occupa de la régence du pays. Mais plusieurs de ses frères l'accusèrent d'avoir usurpé le trône. Il décida alors d'examiner des cas historiques comparables, pour démontrer qu'il n'avait pas usurpé le trône. Le duc de Shao fut satisfait de sa réponse, mais pas ses frères Guan, Cai et Huo qui se tournèrent vers Wu Geng, le fils aîné du dernier souverain Shang, Di Xin pour les diriger et se révoltèrent. Dan les défit et les exécuta. Le fief qui avait été donné à Wu Geng passa à son oncle Wei Ziqi, qui devint en même temps le chef des Shang.   

## Inscriptions d'époque
On ne connait que trois inscriptions d'époque faisant référence aux actions du duc de Zhou, bien moins que pour le Grand Protecteur Shi. Cependant, la tradition attribue au duc de Zhou un grand rôle. À la mort de Wu, Zhou aurait exercé la régence pendant sept ans et renforcé le Royaume en défaisant les États orientaux qui s'étaient alliés à des descendants des Shang pour s’opposer aux Zhou. 

## Le fondateur deLuoyang
Sous le règne du roi Cheng, le duc de Zhou planifia la fondation d'une capitale secondaire plus à l'est. Le roi Cheng donna son accord et le duc de Zhou travailla à l'érection de la ville sur les rives de la rivière Luo. La ville prit le nom de Luoyang.

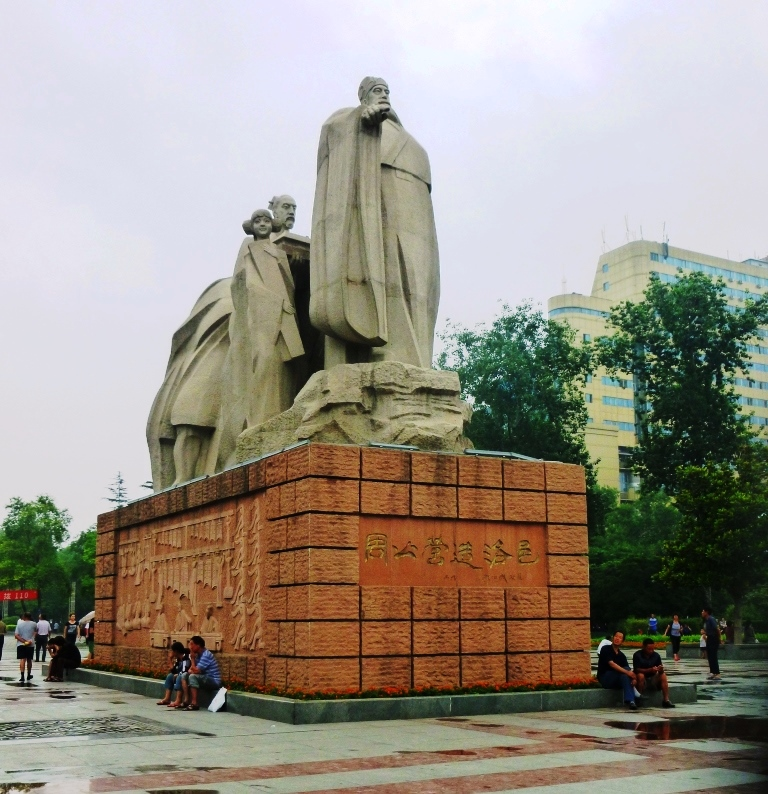
Statue du Duc de Zhou qui a fondé la ville de Luoyang c. 1036 BCE

## Le penseur des Zhou
Le duc de Zhou était non seulement un brillant chef de guerre, mais également un homme de lettres et un philosophe accompli. Ce serait lui qui aurait pensé et conçu les théories politiques des Zhou comme le mandat du Ciel, qui a été utilisé par leur propagande contre la dynastie Shang décadente. Il a mis l'accent sur l’étiquette protocolaire et sur les rituels dans l'exercice du pouvoir, ce qui allait rester la norme jusqu'à la fin de l'empire en 1912. Il pensa également au concept de Fils du Ciel, concept intimement lié à celui de mandat du Ciel et de Tianxia qui se donnent une grande cohérence entre eux. Le Fils du Ciel règne en vertu du mandat du Ciel remit au plus vertueux des souverains. Celui-ci règne sur Tianxia (ou la Chine des Neuf Provinces) en manifestant sa vertu.

### Le duc de Zhou etConfucius
Les concepts pensés par le duc de Zhou influencèrent si durablement la société chinoise, que l'on pourrait penser que c'est le duc de Zhou qui a créé Confucius. Précédant Confucius de plusieurs siècles, les idées qu'il mit de l'avant à son époque ont traversé le temps et trouvé un écho pendant les Printemps et Automnes en la personne de Confucius, qui les transmit à son tour. De son côté, Confucius citait souvent le duc de Zhou. Alors, il n'est pas faux de dire que le confucianisme existait déjà avant Confucius.

## Œuvres présumées
Il aurait aussi annoté les hexagrammes, complété le Yi Jing, établi le Livre des rites et créé le Classique de la musique. 